# Варшавский, Ойзер
Ойзер Варшавский (пол. Oser Warszawski; 15 апреля 1898, Сохачев — 10 октября 1944, концлагерь Освенцим, Верхняя Силезия) — еврейский писатель

, художник и художественный критик.

## Биография
Родился в обеспеченной польской еврейской семье последователей хаскалы. Получил традиционное еврейское образование, работал учителем, затем фотографом. В 1920 поселился в Варшаве.
В 1924 поселился в Париже, где редактировал ряд еврейских изданий, печатал свои новые произведения. Войдя в круг парижской художественной богемы, написал ряд эссе об искусстве и творчестве еврейских художников, сам пробовал свои силы в живописи.
С началом Второй мировой войны Ойзер Варшавский стал собирать материалы о преступлениях фашизма, спасаясь от преследований, жил нелегально во Франции и Италии. В сентябре 1943 вместе с семьёй поселился в Риме, в мае 1944 арестован гестапо, заключён в тюрьму, а затем депортирован в лагерь смерти Освенцим, где и погиб.

## Творчество
В первом реалистическом романе «Контрабандисты» («Шмугляры», Schmuglers, 1920) изобразил польско-еврейское местечко во время немецкой оккупации во время Первой мировой войны, когда молот войны раздробил социально-экономические основы староеврейского быта, и «городок» втянулся в авантюры контрабандного промысла. Хорошо показаны — деклассирование еврейского мещанства в период войны 1914—1918 и рядом с этим пробуждение еврейских низов с их здоровым жизнеощущением, пробуждение страстей, искони заглушаемых местечковой иерархией. Роман имел большой успех, выдержал несколько изданий, был переведён на иврит и на русский язык (русский перевод Слонима, 1924) и сразу поставил Варшавского в ряд наиболее заметных еврейских беллетристов того времени. Критика отмечала новаторский подход прозаика к раскрытию темы, образный язык, динамичный сюжет и глубокое знание жизни.
В своём втором романе «Жатва» (Schnitzeit, 1926) Варшавский уже с определённым обличительным уклоном зарисовывает местечковые типы евреев и неевреев: русское и польское чиновничество, военный шпионаж, запуганную обывательщину и грубый произвол военного режима. Он первый пошёл по пути внедрения еврейско-польского диалекта в еврейскую литературу. Кроме этих двух романов, напечатал в еврейских периодических изданиях разных стран ряд рассказов из местечкового быта — «Ин ди берг» («В горах», 1922), «Вайбериш» («По-бабьи», 1924), фрагменты из задуманного широкого художественного полотна «Шнит-цайт», («Время жатвы», отд. изд. — Вильно, 1926).